# Araneus omnicolor
Araneus omnicolor là một loài nhện trong họ Araneidae.
Loài này thuộc chi Araneus. Araneus omnicolor được Eugen von Keyserling miêu tả năm 1893.